# Neurigona unicalcarata
Neurigona unicalcarata är en tvåvingeart som beskrevs av Negrobov 1988. Neurigona unicalcarata ingår i släktet Neurigona och familjen styltflugor. Inga underarter finns listade i Catalogue of Life.